# النادي الأهلي لكرة السلة (الأردن)
النادي الاهلي الأردني لكرة السلة هو نادي رياضي أردني، يعتبر من أعرق الأندية بالأردن ورافد أساسي للمنتخبات الوطنية. يقع مقر النادي في عمان.
حقق النادي إنجازات كبيرة في لعبة كرة السلة، وشارك في أول بطولة أقيمت على صعيد الدوري المحلي في موسم 1952 وفي الموسم الثاني 1953 حقق أول لقب له، يمتلك الاهلي (23 لقب) على صعيد الدوري وأربع ألقاب على صعيد الكأس. وهو منافس مباشر للنادي الأرثوذكسي ودائماً مايكون اللقاء بين الطرفين حافل بالندية.

## سجل البطولات
| البطولة    | عدد القاب الفريق | المواسم |
| ---------- | ---------------- | --- |
| الدوري     | 24               | 1953، 1954، 1955، 1956، 1957، 1958، 1960، 1961، 1962، 1965، 1968، 1969، 1970، 1971، 1972،1974، 1975، 1990، 1992، 1993، 1994، 2017، 2018، 2020 |
| كأس الأردن | 4                | 2018،2019،2020،2021 |